# Hüttenstein
Ein Hüttenstein ist ein künstlich hergestellter Mauerstein aus Hüttensand und hydraulischem Bindemittel. Die Bezeichnung und die Eigenschaften von Hüttensteinen werden in der DIN 398 geregelt.

## Merkmale
Bei der Herstellung von Hüttensteinen werden granulierter Hüttensand und hydraulische Bindemittel, in der Regel Kalk oder Zement, vermengt und anschließend unter hohem Druck zu Steinrohlingen gepresst. Die so entstandenen Steinrohlinge werden dann entweder an der Luft oder unter Dampf ausgehärtet. Es findet, im Unterschied zu der Herstellung von Mauerziegeln aus Ton, kein Brennvorgang statt.
Hüttensteine können sowohl für Innenmauerwerk als auch für Außenmauerwerk verwendet werden.

## Einteilung
Die Norm unterscheidet folgende Arten von Hüttensteinen:
| Bezeichnung               | Steinformat                    | Rohdichte in kg/dm³ | Druckfestigkeit in N/mm² |
| ------------------------- | ------------------------------ | ------------------- | ------------------------ |
| Hüttenvollstein HSV       | DF, NF, 2 DF, 3 DF, 5 DF       | 1,6 1,8 2,0         | 12, 20, 28               |
| Hüttenlochstein HSL       | 2 DF, 3 DF, 5 DF               | 1,2 1,4 1,6         | 6, 12                    |
| Hüttenhohlblockstein HHbl | 6 DF, 8 DF, 9 DF, 10 DF, 12 DF | 1,0 1,2 1,4 1,6     | 6, 12                    |